# Tako Gachechiladze
Tamara «Tako» Gachechiladze (en georgiano: თამარა "თაკო" გაჩეჩილაძე; Tiflis, RSS de Georgia, Unión Soviética; 17 de marzo de 1983) es una cantante, compositora y actriz georgiana. Gachechiladze es la cantante de la banda Stephane & 3G, que fue descalificada del Festival de la Canción de Eurovisión 2009 debido a que en su canción, «We don't wanna put in», se apreciaban mensajes políticos.

## Festival de la Canción de Eurovisión
Tako Gachechiladze participó en la final nacional georgiana del Festival de la Canción de Eurovisión 2008 con la canción «Me and my funky», que terminó en duodécimo lugar, con el 0,9% del voto popular. Ese año también participó como miembro del grupo 3G con la canción «I'm free», que quedó en cuarto lugar con el 5,3% del voto popular. Al año siguiente volvió a participar como miembro del grupo Stephane & 3G, y ganó la final con la canción «We don't wanna put in». Sin embargo, la canción fue descalificada debido a que la letra incluía contenido político, que no está permitido en el festival. Gachechiladze participó por tercera vez en la final georgiana para el festival de 2011, pero se retiró debido a problemas de salud.
En 2017, Gachechiladze participó en la final nacional georgiana para el festival de Eurovisión de 2017 con la canción «Keep the faith», que ganó la competición entre 25 participantes con 122 puntos, 15 más que la canción subcampeona. En consecuencia, ganó el derecho a representar al país caucásico en el Festival de Eurovisión de 2017.